# Caravelas (flygplats)
Caravelas är en flygplats i Brasilien.   Den ligger i kommunen Caravelas och delstaten Bahia, i den sydöstra delen av landet, 900 km öster om huvudstaden Brasília. Caravelas ligger 10 meter över havet.
Terrängen runt Caravelas är mycket platt. Runt Caravelas är det glesbefolkat, med 16 invånare per kvadratkilometer..
Trakten runt Caravelas består huvudsakligen av våtmarker.